# Les Aventuriers de la jungle
Pour plus de détails, voir Fiche technique et Distribution.
Les Aventuriers de la jungle (Die goldene Göttin vom Rio Beni) est un film d'aventures ouest-germano-hispano-franco-brésilien réalisé par Franz Eichhorn et Eugenio Martín et sorti en 1964.
Il s'agit du remake du film La Déesse des Incas de Franz Eichhorn sorti en 1950.

## Synopsis
Pour retrouver Harry, un camarade aviateur disparu, les deux amis Jim et Tom, tous deux pilotes d'une compagnie pétrolière internationale, entreprennent une opération de sauvetage ponctuée de péripéties rocambolesques qui les conduit dans l'Amazonie brésilienne. Le dernier signe de vie de Harry provient du Río Beni, d'où Jim et Tom décollent à bord de leur hydravion. C'est probablement là que Harry a dû faire un atterrissage forcé. Une mystérieuse carte, copie d'un document espagnol du XVIe siècle, fait également référence à un temple et à une statue de déesse en or.
En Amazonie, les deux Européens doivent se battre contre des antagonistes menés par le batelier Jeff, eux-mêmes à la recherche d'un trésor en or, et se défendre contre des lances, des sarbacanes, des pièges mortels ainsi que des flèches et des serpents venimeux. Un « danger » d'un tout autre genre attend Jim, qui est violemment dragué par une sirène blonde comme l'hydrogène, Aloa, qui est vénérée comme une « déesse blanche » (mais qui n'est en réalité que la fille d'un médecin allemand ayant grandi dans la jungle). Un jour, toute la troupe, à laquelle se sont joints quelques indigènes et le vieil aventurier Bernard, tombe dans une embuscade : des chasseurs de têtes capturent Aloa, une tête réduite se balançant devant elle insinue que son sort semble scellé. Les hommes entreprennent une action de libération. Et accessoirement, Harry est retrouvé.

## Fiche technique
- Titre français : Les Aventuriers de la jungle[1]
- Titre original allemand : Die goldene Göttin vom Rio Beni[2]
- Titre portugais : Os Selvagens
- Titre espagnol : Duelo en el Amazonas
- Réalisation : Franz Eichhorn, Eugenio Martín
- Scénario : Eugenio Martín, Gabriel Moreno Burgos
- Photographie : Edgar Eichhorn, Manuel Hernández Sanjuán, Paul Soulignac
- Montage : Heidi Genée (de), Waldemar Noya
- Musique : Georges Garvarentz
- Décors : Abel López Chas, G. Woeller
- Production : Franz Eichhorn, Waldfried Barthel, Manfred Barthel, Franz Thierry, Alfons Carcasona, José Frade, Luiz Severiano-Ribeiro, Robert de Nesle, Constantino Verleigh
- Société de production : International Germania Film, Constantin Film Produktion, Procusa, Comptoir Francais du Film Production, Atlantida Cinematografica
- Pays de production :  Allemagne de l'Ouest -  Brésil -  Espagne -  France
- Langue originale : allemand
- Format : Noir et blanc - 1,37:1 - Son mono - 35 mm
- Genre : film d'aventures
- Durée : 91 minutes
- Date de sortie :
  - Allemagne de l'Ouest : 4 septembre 1964
  - France : 19 mai 1965

## Distribution
- Pierre Brice : Jim
- Gillian Hills : Aloa
- René Deltgen : Bernard
- Harald Juhnke : Tom
- Hans von Borsody : Jeff, capitaine du bateau
- Emma Penella : Dina